# Бандуркин
Бандуркин — упразднённый в 1962 году хутор в Новокубанском районе Краснодарского края России. Входил в состав Советского сельского поселения.

## География
Находился возле реки Синюхи и хутором Братским, хутором Чапаев.

## История
Обозначен на карте 1926 года как безымянное селение.
В годы Великой Отечественной войны была под фашистской оккупацией. Освобождена в 1943 году 223 стрелковой дивизией вместе с хуторами Чапаев, Бандуркин, Бачаров, Новоукраинский, Каспаровский, Бароновский (с. Новосельское), станции Андрее-Дмитриевское и Караджалга (Яковенко А. М. Книга памяти Новокубанского района. Новокубанск, 1999. 566 с.).
Согласно Решению Краснодарского краевого Совета народных депутатов № 344 от 19.04.1962 Хутор Бандуркин был снят с учётных данных. Тем же решением соседние хутора Новоукраинский и Чапаев объединены в село Чапаево.

## Инфраструктура
Было личное подсобное хозяйство с зоной сельскохозяйственного использования, индивидуальная застройка усадебного типа.

## Транспорт
Просёлочные дороги.